# Amalio Carreño
Amalio Rafael Carreño Adrián (Chacachacare, Venezuela - 11 de abril de 1964) es un ex lanzador de relevo diestro del béisbol profesional venezolano, que jugó en la Major League Baseball (MLB) durante la 1991 Filis de Filadelfia. Tuvo un récord de 0-0, con dos ponches y efectividad de 16.20, en 3 1⁄3 entradas lanzadas.

## Carrera
Carreño inició su carrera profesional con los New York Yankees, quienes lo firmaron como agente libre amateur en 1983. Pasó la temporada de 1984 con los GCL Yankees, la filial de novatos de ligas menores. Participó en 9 juegos y fue abridor en 7 de ellos, ganando 1 y perdió 6 con una efectividad de 4.91.  Lanzó en un juego la temporada siguiente, y en 1986 dividió el la temporada entre la GCL y los Yankees de Fort Lauderdale de la Liga Estatal de Florida. Después de 7 juegos con GCL, con marca de 5-0 y efectividad de 1.70, Carreño fue ascendido a Fort Lauderdale, donde tuvo record de 1-1 en 3 juegos. 
En 1987, Carreño lanzó para tres equipos de la organización de los Yankees: los Prince William Yankees, los Albany-Colonie Yankees y los Columbus Clippers. Pasó la primera parte de la temporada con el Príncipe William, luego fue ascendido a Columbus, donde sus salidas incluyeron dos entradas en blanco a nivel AAA. Después de 11 apariciones con Columbus, fue enviado de regreso a Prince William, lanzando un juego completo.Terminó su estancia en Prince William con un récord de 5-2 y una efectividad de 3.03. Al final de la temporada, fue ascendido a Albany-Colonie y pasó el resto de la temporada allí. En noviembre, los Yankees compraron el contrato de Carreño y lo colocaron en el roster de 40.
Al comienzo de la temporada de 1988, los Yankees firmaron a Carreño con un contrato de un año y lo invitaron a los entrenamientos de primavera.No obstante, fue enviado, junto con Clay Parker, a Albany-Colonie. Fue traspasado a los Filis de Filadelfia el 15 de julio de 1988 por Luis Aguayo.  
Carreño terminó la temporada con 3 victorias, 4 derrotas y efectividad de 4.07 en 14 apariciones. Permaneció con los Reading Phillies durante los dos años siguientes. En 1989, lanzó en 31 juegos, siendo titular en 11, y tuvo una efectividad de 4.34 y un récord de 5-7. Fue invitado a los entrenamientos de primavera de los Filis, pero no pudo hacerlo después de perder un vuelo desde Venezuela.Fue enviado a Reading después de que terminaron los entrenamientos de primavera y pasó a la rotación titular para ellos. El 25 de agosto, Carreño estuvo en el lado perdedor de un juego perfecto lanzado por Kevin Morton, perdiendo el juego 1-0. Terminó la temporada con un récord de 4-13 y una efectividad de 3.66 en 23 aperturas.
Después de ser recontratado por Filadelfia en 1991, Carreño comenzó la temporada con los Scranton/Wilkes-Barre Red Barons de nivel AAA. Después de pasar los primeros tres meses de la temporada con los Red Barons, los Filis colocaron a Roger McDowell en la lista de lesionados y llamaron a Carreño al roster de Grandes Ligas.
Hizo su debut en las Grandes Ligas el 7 de julio, junto con Tim Mauser contra los New York Mets. Relevó en el segundo inning al abridor Tommy Greene y lanzó 2.1 episodios, en los que toleró 2 hits y 3 carreras. No tuvo decisión.Posteriormente hizo dos apariciones más. En su última participación, el 14 de julio, fue expulsado cuando golpeó a Steve Decker con un lanzamiento después de que le advirtieran que no lo hiciera.Lo enviaron de regreso a Scranton al día siguiente y terminó la temporada con ellos. En 33 juegos, Carreño logró 4 victorias, 8 derrotas y una efectividad de 5.33. 
Al final de la temporada de 1991, Carreño se convirtió en agente libre. Firmó con los Orioles de Baltimore en enero de 1992 y participó en los entrenamientos de primavera con ellos.No consiguió un lugar en la lista y terminó su carrera profesional en el béisbol estadounidense.

### En Venezuela
Fue convocado por la Federación Venezolana de Béisbol para integrar la selección nacional de béisbol juvenil, junto con Oswaldo Guillén, Jesús “Chalao” Méndez, Gustavo Polidor y Norman Carrasco, que participó en la Serie Mundial Amateur de Béisbol de 1980, en los Juegos Centroamericanos y del Caribe de 1982, en Cuba; y en los Juegos Panamericanos de 1983, celebrados en Venezuela.
En la Liga Venezolana de Béisbol Profesional formó parte de los Leones del Caracas desde 1983 hasta 1992, donde dejó un balance de 17 ganados y  23 derrotas con una efectividad de 3.49. En la temporada 1988-1989 fue parte de la rotación que alcanzó el récord de 18 juegos ganados consecutivos, de los cuales él ganó 5.
Para la campaña de 1993 pasó a formar parte de Caribes de Anzoátegui, franquicia con la cual permaneció  hasta 1994, sin decisión en ningún partido, pero con efectividad de 1.12. Al último bateador que le lanzó fue a Gustavo Polidor. En toda su trayectoria en la pelota venezolana, poncho a 219 y otorgó 160 bases por bolas.

## Como técnico
Posterior a su retiro como jugador profesional, con 29 años de edad, inició su carrera como técnico al formar parte de la dirigencia de los Bravos de Margarita, rol que desempeñó por siete años. Posteriormente, dirigió una escuela de béisbol infantil en su población natal, hasta 2015. También trabajó como entrenador y preparador físico en la policía del estado Nueva Esparta.